# I Ching (album)
I Ching – dwupłytowy album nagrany między grudniem 1982 a październikiem 1983 w studiu radiowej Trójki, przez muzyków zespołów: Perfect – Zbigniewa Hołdysa, Andrzeja Nowickiego, Piotra Szkudelskiego, Andrzeja Urnego; TSA – Andrzeja Nowaka, Janusza Niekrasza; Osjan – Wojciecha Waglewskiego; Porter Band – Wojciecha Morawskiego; Krzak – Jerzego Kawalca; Breakout – Tadeusza Trzcińskiego; Maanam – Pawła Markowskiego oraz Martynę Jakubowicz, Joannę Posmyk, Mirosława Rzepę i Andrzeja Kleszczewskiego.
Tytuł albumu pochodzi od chińskiego tytułu Księgi przemian.

## Tło powstania
Płyta jest w zasadzie autorskim przedsięwzięciem Zbigniewa Hołdysa, który skomponował większość utworów do tekstów Bogdana Olewicza. Oprócz niego twórcami utworów byli: Wojciech Waglewski („Ja płonę”, „Milo”), Andrzej Nowak i Martyna Jakubowicz („Słuchaj, man”, „Kołysanka dla misiaków”).

Album [...] był – choćby ze względu na potencjał personalny – zamierzeniem wyjątkowym, jednak zrealizowanym tylko w części. Hołdys bowiem zbyt rzadko tasował muzyków, nie wychodząc poza schemat perkusja – bas – dwie gitary. Pod tym względem chlubnym wyjątkiem jest utwór tytułowy [...]. Niemniej I Ching robił wrażenie ze względu na unikatowy charakter całości.

Był dziwny rok 1982, jeszcze stan wojenny i ta grupa uzbrojonych żołnierzy, którzy siedzieli z nami w studio... Nagranie trwało bardzo długo, od grudnia z przerwami, tak z sześć miesięcy. Dla nas z „Kawą” to było duże wyróżnienie, bo spośród muzyków śląskiego środowiska Zbyszek Hołdys tylko nas wtedy zaprosił i uczestniczyliśmy w dwóch sesjach.

Na różnych etapach rejestracji płyty grupa muzyków współpracujących w studio zmieniała się, a jej końcowy skład zaowocował powstaniem grupy Morawski Waglewski Nowicki Hołdys. W tym właśnie składzie, ale jeszcze w okresie trwania sesji I Ching zarejestrowana została muzyka do filmu Stan wewnętrzny.

## Lista utworów i wykonawcy
| 1.  | Heksagram sześćdziesiąty piąty | 6:02    |
|     | - Zbigniew Hołdys – muzyka, gitara, śpiew, chórek - Bogdan Olewicz – słowa - Andrzej Nowicki – gitara basowa - Wojciech Morawski – perkusja |         |
| 2.  | Miss Propagandiss | 4:36    |
|     | - Zbigniew Hołdys – muzyka i słowa, gitara, śpiew - Bogdan Olewicz – słowa - Wojciech Waglewski – przemówienie na gitarze - Joanna Posmyk – L’Humanite - Andrzej Nowicki – gitara basowa - Wojciech Morawski – perkusja                                     |         |
| 3.  | Dyktator | 7:16    |
|     | - Zbigniew Hołdys – muzyka, gitara, śpiew - Bogdan Olewicz – słowa - Wojciech Waglewski – gitara solo - Andrzej Nowicki – gitara basowa - Wojciech Morawski – perkusja                                                                                      |         |
| 4.  | Nie będzie nas | 1:48    |
|     | - Zbigniew Hołdys – muzyka, gitara basowa, śpiew, fortepiany potraktowane kostką - Bogdan Olewicz – słowa - Wojciech Waglewski – gitara - Paweł Markowski – perkusja - Andrzej Nowicki – fortepiany potraktowane kostką                                     |         |
| 5.  | Ja płonę | 5:59    |
|     | - Wojciech Waglewski – muzyka, gitara, śpiew - Bogdan Olewicz – słowa - Andrzej Nowicki – gitara basowa - Wojciech Morawski – perkusja - Zbigniew Hołdys – szept                                                                                            |         |
| 6.  | Wojna chudych z grubymi | 4:18    |
|     | - Zbigniew Hołdys – muzyka, gitara basowa, śpiew - Bogdan Olewicz – słowa - Wojciech Waglewski – mandolina - Andrzej Nowicki – gitara basowa - Wojciech Morawski – perkusja                                                                                 |         |
| 7.  | Gazeta | 4:38    |
|     | - Zbigniew Hołdys – muzyka i słowa, gitara, śpiew - Wojciech Waglewski – gitara - Andrzej Nowicki – gitara basowa - Wojciech Morawski – perkusja |         |
| 8.  | Człowiek mafii | 3:18    |
|     | - Zbigniew Hołdys – muzyka i słowa, gitara, śpiew, chórki - Bogdan Olewicz – słowa - Andrzej Nowak – gitara solowa - Jerzy Kawalec – gitara basowa - Piotr Szkudelski – perkusja - Andrzej Nowicki – chórki                                                 |         |
| 9.  | Różne rozmowy z życiem | 2:46    |
|     | - Zbigniew Hołdys – muzyka, gitary, flet, śpiew - Bogdan Olewicz – słowa - Wojciech Waglewski – gitara „bottleneck” - Wojciech Morawski – perkusja |         |
| 10. | Super Ego | 5:10    |
|     | - Zbigniew Hołdys – muzyka, gitary, śpiew, płacz i usypianie - Bogdan Olewicz – słowa - Wojciech Waglewski – gitara - Andrzej Nowicki – gitara basowa - Wojciech Morawski – perkusja                                                                        |         |
| 11. | Milo | 6:58    |
|     | - Wojciech Waglewski – muzyka i słowa w wymyślonym przez siebie języku, gitara, śpiew - Zbigniew Hołdys – gitara - Andrzej Nowicki – gitara basowa, śpiew - Wojciech Morawski – perkusja - Martyna Jakubowicz – śpiew - Bogdan Olewicz – śpiew              |         |
| 12. | Słuchaj, man | 3:02    |
|     | - Martyna Jakubowicz – muzyka, śpiew - Andrzej Nowak – muzyka, gitary - Andrzej Jakubowicz – słowa - Zbigniew Hołdys – gitary - Janusz Niekrasz – gitara basowa - Tadeusz Trzciński – harmonijka ustna - Wojciech Morawski – perkusja                       |         |
| 13. | Kołysanka dla misiaków | 6:07    |
|     | - Martyna Jakubowicz – muzyka, śpiew - Andrzej Nowak – muzyka, gitary - Andrzej Jakubowicz – słowa - Wojciech Waglewski – gitary - Janusz Niekrasz – gitara basowa - Wojciech Morawski – perkusja                                                           |         |
| 14. | I Ching | 7:34    |
|     | - Zbigniew Hołdys – pomysł, gitary - Andrzej Urny – gitary - Andrzej Kleszczewski – gitary - Mirosław Rzepa (muzyk) – gitary - Jerzy Kawalec – gitara basowa - Janusz Niekrasz – fretless bass - Wojciech Morawski – perkusja - Piotr Szkudelski – perkusja |         |
|     | | 1:09:32 |
|     | |         |
- Naczelna Redakcja Muzyczna Programu III – współorganizator nagrania
- Wojciech Przybylski, Jarosław Regulski – realizacja dźwięku
- Lech Nowicki – Opieka z ramienia Trójki
- Antoni Zdebiak – koncepcja okładki i foto
- Bartłomiej Kuźnicki – grafika

## Wydania
- Savitor LP 1984
- Sonic CD 1992